# Nell Brinkley
Nell Brinkley (5 de septiembre de 1886 - 21 de octubre de 1944) fue una ilustradora e historietista estadounidense, a quien se la solía llamar  la "Reina de las historietas" durante su carrera de casi cuatro décadas trabajando en diarios y revistas de Nueva York. Fue la creadora de la icónica Brinkley Girl, un personaje moderno que apareció en sus cómics y se convirtió en un símbolo popular en canciones, películas y teatro.

## Vida y carrera
Nell Brinkley nació en Denver, Colorado, en 1886 (algunas fuentes señalan el año 1888), pero su familia se mudó al poco tiempo al pueblo Edgewater, en la frontera occidental de Denver. Brinkley no recibió educación formal en arte y abandonó la escuela secundaria para seguir su talento natural con la pluma y la tinta. A los 16 años, ya era una ilustradora consumada. Realizó el arte de tapa y 25 ilustraciones de un libro infantil de 1906, Wally Wish and Maggie Magpie, de A. U. Mayfield. Fue contratada para hacer dibujos a tinta para The Denver Post y más tarde para Rocky Mountain News.
Sus habilidades fueron notadas en 1907 por el magante de medios de comunicación William Randolph Hearst y su editor Arthur Brisbane. Aunque apenas tenía 20 años, fue convencida de mudarse de Denver a Brooklyn, Nueva York, junto a su madre. Empezó a trabajar en el centro de Manhattan con la revista New York Journal-American, donde creó grandes ilustraciones con comentarios casi diariamente. La circulación del diario aumentó ampliamente; su obra era presentada en la sección de arte de la revista. Brinkley se mudó luego a New Rochelle, Nueva York, una conocida colonia artística y hogar de muchos de los mejores ilustradores comerciales de la época. Al poco tiempo se hizo muy conocida por sus creaciones alegres y entretenidas. Los dibujos diarios de la chica trabajadora de rulos fueron conocidos como Brinkley Girl, que pronto eclipsaron a Gibson Girl de Charles Dana Gibson. El Ziegfeld Follies (1908) utilizó a Brinkley Girl como tema y se escribieron tres canciones populares sobre ellas. La tienda Bloomingdale  presentó un Día de Brinkley Nell con  anuncios que utilizaron muchos de sus dibujos. Las mujeres emulaban los peinados de los dibujos y compraban los Rizadores de Cabello Nell Brinkley a diez céntimos por tarjeta. Las chicas jóvenes guardaban sus dibujos, los coloreaban y los pegaban en cuadernos de recortes. Nell era muy famosa para representaciones de las "relaciones entre chicos y chicas—hombres y mujeres—Bettys y Billies." Sus ilustraciones usaban el dibujo de "Dan Cupid" para representar la presencia de lo que la mayoría de la gente llama "amor".
La reputación de Brinkley quedó también establecida por un encargo para cubrir el sensacionalista juicio por asesinato de Harry Kendall Thaw. Se le asignaron muchas entrevistas con la esposa/actriz Evelyn Nesbit. En años posteriores, cubrió otros juicios famosos. Creó varias ilustraciones de salas de juzgados para Evening Journal y otros diarios.

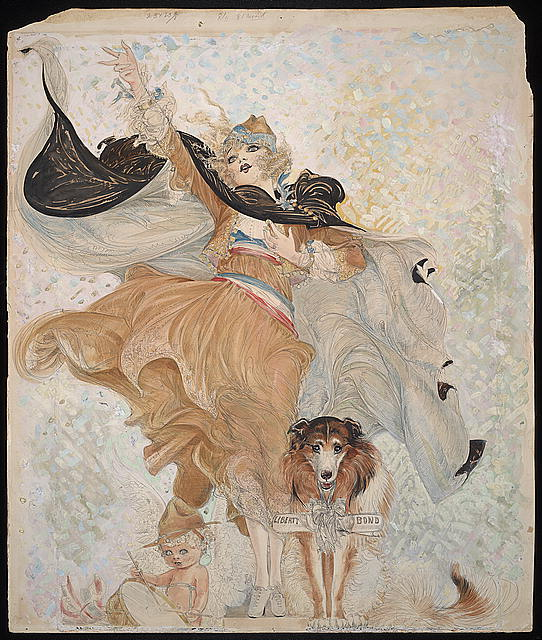
Golden Eyes with Uncle Sam (Ojos dorados con Tío Sam) por Nell Brinkley,. 1918.

Nell también se hizo conocida por los cautivadores textos que acompañaban a sus historias e informes mientras trabajaba en Evening Journal y otras publicaciones que incluían Cosmopolitan, Good Housekeeping y Harper's Magazine. Hizo varias reseñas ilustradas de teatro y perfiles sobre madres y mujeres jóvenes de la sociedad, incluyendo, en la década de 1930, a la primera dama Eleanor Roosevelt. Muchos de sus escritos promocionaban a las mujeres trabajadoras de la época y alentaban la expansión de los derechos de la mujer.
Su trabajo fue distribuido internacionalmente por King Features Syndicate. Sin embargo, para 1935, la fotografía comenzó a reemplazar a la ilustración en los diarios. Nell se había convertido en la escritora-ilustradora romántica más prolífica y famosa. Más adelante, ilustró libros y produjo páginas temáticas multipanel de arte. Una de ellas apareció en una antología de historietas de 1943.
En 1944, cuando los titulares se centraban en las batallas de la Segunda Guerra Mundial, Nell Brinkley murió después de 30 años de entretener a sus seguidores y pronto fue olvidada. Tanto ella como su padre y madre se encuentran sepultados en New Rochelle.

## La Chica Brinkley
Brinkley era conocida por los diseños idílicos de su trabajo y sus personajes femeninos llamaban la atención de los lectores. En comparación con el estereotipo formal de Gibson Girl establecido previamente por Charles Dana Gibson, Brinkley Girl era femenina, le gustaba divertirse y era más independiente. La redifusión nacional de su dibujo The Three Graces ayudó a establecer a este personaje como un ícono. La obra, que mostraba a tres mujeres que elogiaban el sufragio, el estar preparadas y el amor al país, fue una de las primeras en relacionar a mujeres jóvenes y atractivas con el concepto del sufragio. 

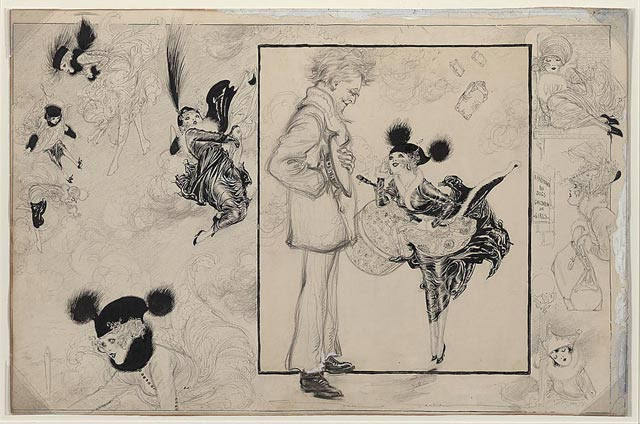
Uncle Sam's Girl Shower, por Nell Brinkley, 1917, una imagen que usaba a su icónica Brinkley Girl en apoyo a las mujeres trabajadoras que llegaban a Washington, D.C. y encontraban que les negaba alquilar departamentos.

La Chica Brinkley era generalmente una mujer joven trabajadora que solía usar un vestido de encaje, tener su cabello rizado y hacer actividades que eran más independientes que el estándar femenino general. Su trabajo solía ser considerado de inclinación feminista.
Este personaje se convirtió en una sensación nacional, tema de canciones populares, poesía y teatro. La segunda Ziegfeld Follies (1908) presentó varias referencias a Brinkley Girl, incluyendo una canción llamada "The Nell Brinkley Girl", de Harry B. Smith y Maurice Levi.

## Libros
The Brinkley Girls (Las Chicas Brinkley) (Fantagraphics Libros, 2009) recoge sus páginas a color de entre 1913 y 1940; su primera serie de aventura, Golden Eyes and Her Hero, Bill; su serie romántica, Betty and Billy y and Their Love Through the Ages (Betty y Billy y su amor en el tiempo); sus historietas de la década de 1920; su revista de 1937 de inspiración pulp, Heroines of Today (Heroínas de hoy) y pinturas inéditas.